# Septembrie 1986
Acest articol este generat integral pe baza informațiilor din articolul 1986 și este actualizat periodic de un robot.
 Editările făcute în articol vor fi șterse la următoarea actualizare! Dacă doriți să faceți modificări, editați articolul-sursă.

ianuarie -
februarie -
martie -
aprilie -
mai -
iunie -
iulie -
august -
septembrie -
octombrie -
noiembrie -
decembrie
Septembrie 1986 a fost a noua lună a anului și a început într-o zi de luni.

## Evenimente
- 7 septembrie: Dictatorul chilian, Augusto Pinochet, supraviețuiește unei tentative de asasinat. 5 dintre membrii gărzii de pază sunt uciși.
- 7 septembrie: Desmond Tutu a devenit primul predicator de culoare care a condus biserica anglicană din Africa de Sud.

## Nașteri
- 1 septembrie: Stella Mwangi, cântăreață norvegiană
- 1 septembrie: Gaël Monfils, jucător francez de tenis
- 1 septembrie: Mohammed Assaf, cântăreț palestinian
- 2 septembrie: Gelson Fernandes, fotbalist elvețian
- 2 septembrie: Grégory Tadé, fotbalist francez
- 3 septembrie: Tiffany Géroudet, scrimeră elvețiană
- 4 septembrie: Xavier Woods (Austin Watson), wrestler american
- 5 septembrie: Cătălin Fercu, jucător român de rugby
- 5 septembrie: Kamelia (Camelia Adina Hora), cântăreață română
- 6 septembrie: Andreea D (Elena Andreea Dorobanțu), muziciană română
- 6 septembrie: Hristu Chiacu, fotbalist român
- 6 septembrie: Danilson Córdoba, fotbalist columbian
- 7 septembrie: Dragoș Grigore, fotbalist român
- 8 septembrie: João Moutinho, fotbalist portughez
- 8 septembrie: Johan Dahlin, fotbalist suedez
- 8 septembrie: Carlos Bacca, fotbalist columbian
- 8 septembrie: Anton Avdeev, scrimer rus
- 9 septembrie: Jose Aldo, luptător brazilian de arte marțiale mixte
- 9 septembrie: Alexei Kuciuk, fotbalist bielorus
- 11 septembrie: Valeri Borcin, atlet rus
- 11 septembrie: Chise Nakamura, actriță japoneză
- 12 septembrie: Emmy Rossum, actriță americană de film
- 21 septembrie:George Simion,activist și politician român
- 28 septembrie: Andrés Guardado (José Andrés Guardado Hernández), fotbalist mexican
- 30 septembrie: Olivier Giroud, fotbalist francez
- 30 septembrie: Cristián Zapata, fotbalist columbian
- 30 septembrie: Sonny Flame, cântăreț român